# Are You Listening?
Are You Listening? è il primo album in studio da solista della cantautrice irlandese Dolores O'Riordan, pubblicato il 4 maggio 2007.
Il primo singolo estratto è stato Ordinary Day, che ha avuto successo in Italia, Francia e Regno Unito.

## Tracce
1. Ordinary Day – 4:04
2. When We Were Young – 3:23
3. In the Garden – 4:27
4. Human Spirit – 4:00
5. Loser – 2:56
6. Stay With Me – 4:01
7. Apple of My Eye – 4:42
8. Black Widow – 4:56
9. October – 4:38
10. Accept Things – 4:11
11. Angel Fire – 5:02
12. Ecstasy – 5:13

### Tracce bonus
1. Willow Pattern – 4:18
2. Forever – 4:10
3. Without You – 4:08
4. Letting Go – 5:46
5. Sisterly Love – 2:36

## Formazione
- Dolores O'Riordan – voce
- Steve DeMarchi – chitarra, cori
- Denny DeMarchi – tastiere, chitarre, strumenti a fiato, cori
- Marco Mendoza – basso, cori
- Graham Hopkins – batteria, percussioni, cori

## Classifiche
| Classifica (2007) | Posizione massima |
| ----------------- | ----------------- |
| Belgio (Fiandre)  | 38                |
| Belgio (Vallonia) | 21                |
| Europa            | 11                |
| Francia           | 11                |
| Germania          | 39                |
| Irlanda           | 15                |
| Italia            | 2                 |
| Messico           | 60                |
| Paesi Bassi       | 82                |
| Regno Unito       | 28                |
| Spagna            | 26                |
| Stati Uniti       | 77                |
| Svezia            | 40                |
| Svizzera          | 10                |

### Classifica italiana
| Posizione | 2 | 6 | 14 | 15 | 21 | 26 | 35 | 43 | 49 | 45 | 62 | 46 | 75 | 79 | 60 | 52 | 56 | 53 | — | — | 67 |